# Privilegio de los veinte
Se denomina privilegio de los veinte, privilegio del daño por el daño o tortum per tortum a un antiguo derecho medieval otorgado el 5 de febrero de 1129 por el rey Alfonso I de Aragón a la ciudad de Zaragoza. Dicho privilegio autorizaba a los ciudadanos de Zaragoza que hubieran sufrido daños a capturar y castigar al malhechor, estando permitido el ataque a sus propiedades incluso fuera de la ciudad. Dado que el gobierno municipal se regía por un comité de sus "veinte mejores hombres", este derecho se ejercía a través de las decisiones que estos tomaban ante los actos cometidos contra la ciudad.
Aunque fue dado en extensión del fuero de Zaragoza y junto a otros derechos de la ciudad cuya defensa debía permitir (pastura, tala...), la excepcionalidad jurídica de este privilegio hace que no se suela considerar incluido en el propio fuero cuando este se aplica a ciudades que seguían el mismo régimen foral. El caso más similar es el de Tudela, que contaba con un derecho parecido, aunque solo el privilegio de Zaragoza reconocía la capacidad de la ciudad de ejercer su castigo sin presencia de la justicia real. Su concesión formaba parte de la creación por parte de la monarquía aragonesa de un poder burgués que contrapesara el poder de la nobleza, garantizara los ingresos derivados del comercio y repoblara un territorio recientemente reconquistado a los musulmanes.
Siendo una manifestación más del derecho medieval de guerra privada (como el fehde germano o el krvna osveta eslavo), generó como cabía esperar controversias en otras poblaciones. Ya a principios del siglo XIII fue causa de conflictos con las localidades vecinas, aunque el rey ratificó su validez. Sentencias del Justicia de Aragón a finales del siglo XIV y principios del XV prohíben la extensión de estos derechos y revocan su concesión a las comunidades de frontera. 
En Zaragoza la consolidación del poder real fue aparejada a un mayor control regio sobre la localidad aunque sin revocar el privilegio. La elección del gobierno municipal fue evolucionando con el tiempo, gracias a reformas en los tiempos de Jaime I de Aragón y posteriormente en la época de Fernando I de Aragón. Al estilo tardomedieval, se emplearon métodos de cooptación, aprobación real y elección indirecta a través de las parroquias de Zaragoza para organizar la vida ciudadana mientras que la construcción de un estado moderno en el siglo XV iba requiriendo el abandono de los derechos medievales de vendeta.
A pesar de ello, en fechas tan tardías como 1560 seguía en vigor el privilegio como muestra el castigo de la ciudad sobre las propiedades en Mozota y Mezalocha a raíz de una disputa. En general, se mantuvo durante el siglo XVI como una de las singularidades jurídicas del Reino de Aragón (como el Privilegio de Manifestación), que el poder real trató de minimizar o sortear. Su desaparición final tiene lugar durante la abolición del régimen foral por los Decretos de Nueva Planta de Felipe V en 1707 y 1711.